# Udanoceratops
Udanoceratops tschizhovi
Genre
Espèce
Udanoceratops est un genre éteint de dinosaures de la famille des leptocératopsidés. Ses fossiles ont été trouvés en Mongolie dans les formations géologiques de Djadokhta et de Barun Goyot, datées du Crétacé supérieur, de la fin du Santonien jusqu'au début du Maastrichtien, soit il y a environ entre 84 et 71 Ma (millions d'années).
La seule espèce décrite est Udanoceratops tschizhovi Kurzanov, 1992.

## Description

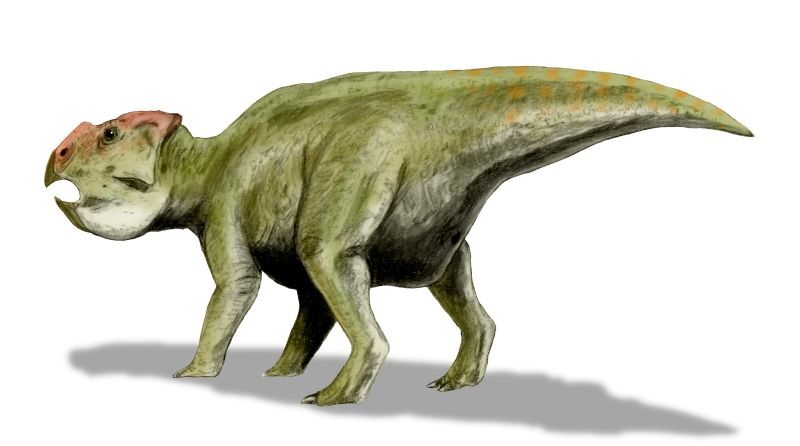
Vue d'artiste de Udanoceratops tschizhovi.

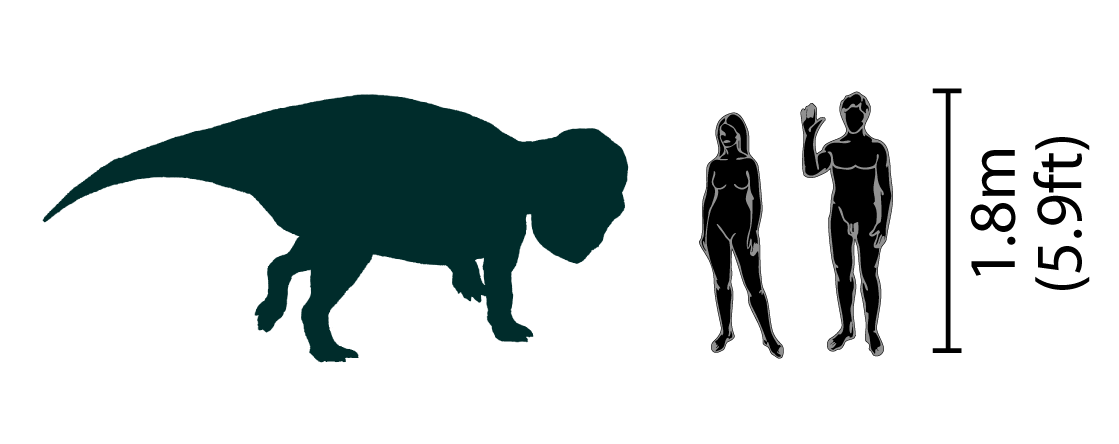
Comparaison de taille avec un être humain.

Udanoceratops a été tout d'abord décrit par Kurzanov en 1992, d'après un grand crâne de 60 centimètres et modérément bien conservé. Il semble être le plus grand néocératopsien bipède trouvé à cette époque. Le crâne montre une toute petite collerette autour du crâne avec de très petites cornes.

### Taille
La longueur de l'animal est estimée à environ 4,50 mètres, pour une masse d'un peu moins de 400 kg.

## Alimentation
La mâchoire inférieure des Udanoceratops était très robuste. Udanoceratops, comme tous les cératopsiens, était un herbivore. Au cours du Crétacé supérieur, les plantes à fleurs étaient « géographiquement limitées », il est donc  probable que ce dinosaure se nourrissait à partir des plantes prédominantes de l'époque : fougères, cycadophytes et conifères. Il aurait utilisé son bec de cératopsien pour couper les feuilles ou les aiguilles.

Mâchoires robustes dUdanoceratops.